# Polito Rodríguez Méndez
Polito Rodríguez Méndez (ur. 13 sierpnia 1967 w Santa Bárbara) – wenezuelski duchowny rzymskokatolicki, w latach 2016–2024 biskup San Carlos, arcybiskup metropolita Barquisimeto od 2024.

## Życiorys
Święcenia kapłańskie przyjął 31 lipca 1999 i został inkardynowany do diecezji Barinas. Pracował głównie jako duszpasterz parafialny, był także m.in. dyrektorem kurialnym wydziałów ds. duszpasterstwa młodzieży i duszpasterstwa powołań, wikariuszem biskupim ds. duszpasterskich oraz rektorem diecezjalnego seminarium. W 2015 został podsekretarzem wenezuelskiej Konferencji Episkopatu.
8 kwietnia 2016 został mianowany biskupem San Carlos de Venezuela. Sakry biskupiej udzielił mu 18 czerwca 2016 bp José Luis Azuaje Ayala.
28 czerwca 2024 papież Franciszek mianował go arcybiskupem metropolitą Barquisimeto. Ingres odbył 17 sierpnia 2024. Paliusz otrzymał z rąk papieża Leona XIV w dniu 29 czerwca 2025.